# Koekelberg
Koekelberg (franskt uttal: [kukəlbɛʁ(g)], nederländskt uttal: [ˈkukəlˌbɛrx] lyssna (fil)) är en av de 19 kommunerna i huvudstadsregionen Bryssel i Belgien. Kommunen ligger i regionens nordvästra del och har cirka 21 959 invånare (2020).